# SPECULOOS
SPECULOOS (acronimo per Search for Planets EClipsing ULtra-cOOl Stars), nome ispirato ad un tipico dolce belga consumato durante la festa di San Nicola, è un progetto di osservazione astronomica costituito da quattro telescopi dell'osservatorio europeo australe (ESO) allocati presso l'osservatorio Paranal nel deserto di Atacama, in Cile. SPECULOOS è progettato per rilevare transiti di esopianeti di tipo terrestre intorno a stelle ultra-fredde (classe spettrale M7 e superiore) e a nane brune. La struttura, denominata SPECULOOS Southern Observatory, comprende quattro telescopi robotici NTM-1000 di tipo Ritchey-Chrétien, ciascuno con uno specchio primario del diametro di un metro e fotocamere estremamente sensibili nel vicino infrarosso, essendo questa l'emissione elettromagnetica primaria delle stelle ultra-fredde e delle nane brune. I telescopi prendono il nome dalle quattro lune medicee di Giove: Europa, Io, Ganimede e Callisto.
I precursori di SPECULOOS sono i due telescopi TRAPPIST (TRAnsiting Planets e PlanetesImals Small Telescopes), situati uno all'osservatorio di La Silla (TRAPPIST South) dell'ESO e l'altro all'osservatorio di Oukaïmden in Marocco (TRAPPIST North). SPECULOOS dovrebbe osservare dieci volte più nane rosse di TRAPPIST e si auspica che scoprirà almeno una dozzina di sistemi simili a TRAPPIST-1.
SPECULOOS coinvolge ricercatori dell'università di Liegi (Belgio), del laboratorio Cavendish dell'università di Cambridge (Regno Unito) e dell'università re Abdulaziz (Arabia Saudita), sotto la guida di Michaël Gillon, ricercatore nel gruppo Origins in Cosmology and Astrophysics (OrCA) presso l'università di Liegi.

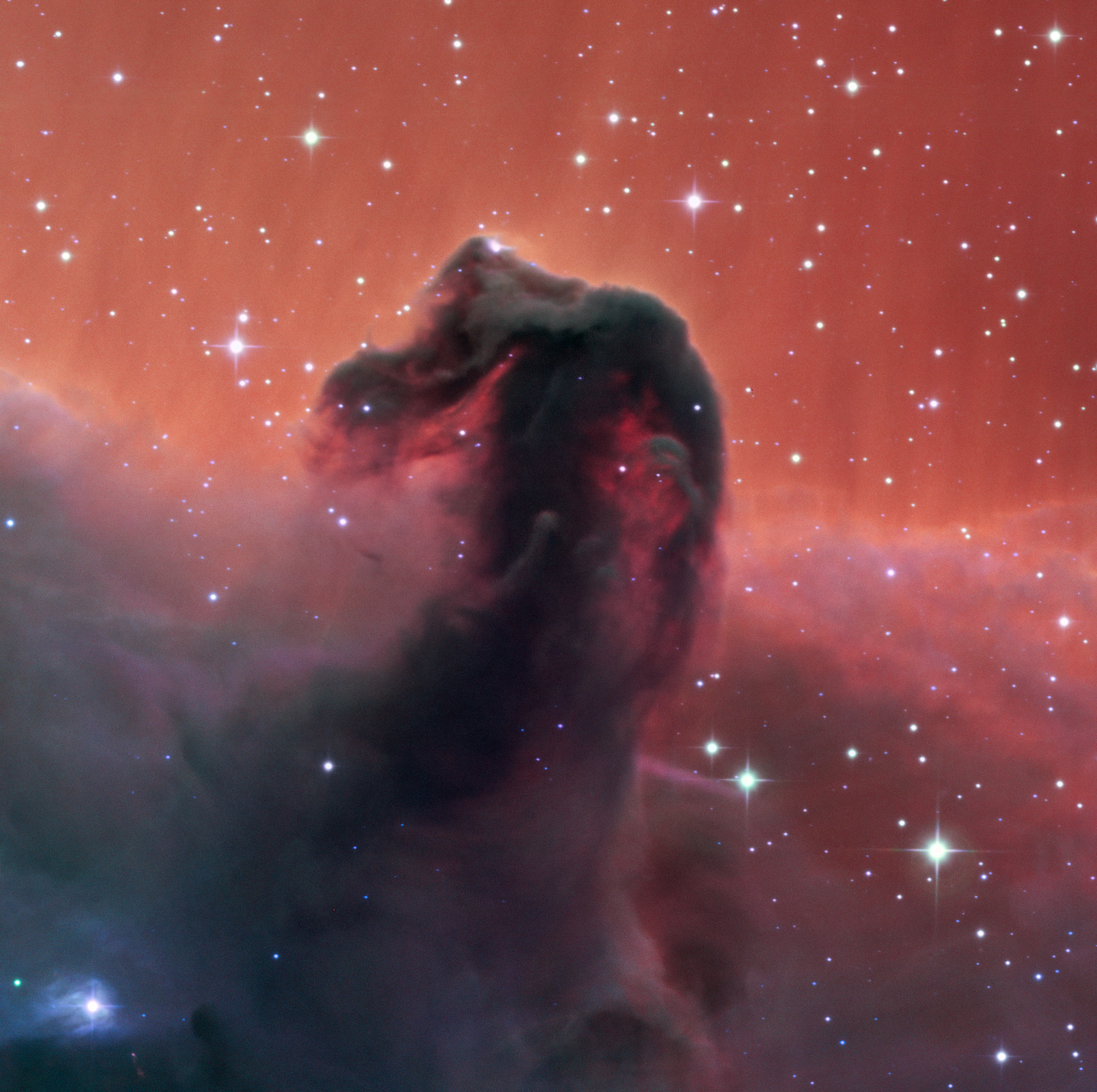
Prima immagine acquisita con il telescopio Callisto del complesso SPECULOOS: Nebulosa Testa di Cavallo

Il primo dei quattro telescopi, Europa, è stato installato ad aprile 2017, con prima luce effettuata su M83, chiamata anche Galassia Girandola del Sud; il secondo telescopio, Io, è stato installato nell'estate dello stesso anno.
Per la verifica della prima luce di Ganimede, il terzo telescopio dell'osservatorio, è stata osservata NGC 6902, una galassia distante 120 milioni di al dalla terra, mentre le prime osservazioni sono state effettuate a dicembre 2018.
I risultati delle campagne osservative potranno essere studiati in dettaglio con futuri osservatori avanzati quali l'European Extremely Large Telescope (ELT) con prima luce prospettata per il 2027, o il telescopio spaziale James Webb (JWST) lanciato a dicembre 2021. Gli esopianeti scoperti da SPECULOOS dovrebbero fornire l'opportunità di studiare le atmosfere di mondi extrasolari di dimensioni simili alla Terra, in particolare per cercare tracce di attività biologica.